# Blanc-Mesnil
Pour les articles homonymes, voir Blancmesnil et Mesnil.
Blanc-Mesnil ou Blancmesnil est une ancienne commune française de la Seine-Maritime. En 1822 cette commune a été rattachée à celle de Sainte-Marguerite-sur-Mer.